# Juan Campodónico
Juan Campodónico (1971, Montevideo), músic, compositor, productor i discjòquei uruguaià.
El 2006 realitza la direcció artística i la producció de l'àlbum del grup Cuarteto de Nos, nominat al Premi Grammy el 2007, millor cançó de rock per «Yendo a la casa de Damián».

## Discografia
- 2012, Campo